# Зізелен
Зізелен (нім. Siselen) — громада  в Швейцарії в кантоні Берн, адміністративний округ Зееланд.

## Географія
Громада розташована на відстані близько 22 км на північний захід від Берна.
Зізелен має площу 5,5 км², з яких на 7,1% дозволяється будівництво (житлове та будівництво доріг), 74,1% використовуються в сільськогосподарських цілях, 18,3% зайнято лісами, 0,5% не є продуктивними (річки, льодовики або гори).

## Демографія
2019 року в громаді мешкало 603 особи (+5,8% порівняно з 2010 роком), іноземців було 12,6%. Густота населення становила 109 осіб/км².
За віковим діапазоном населення розподілялося таким чином: 17,4% — особи молодші 20 років, 59,4% — особи у віці 20—64 років, 23,2% — особи у віці 65 років та старші. Було 264 помешкань (у середньому 2,3 особи в помешканні).
Із загальної кількості 211 працюючого 66 було зайнятих в первинному секторі, 68 — в обробній промисловості, 77 — в галузі послуг.